# Gabi Gleichmann

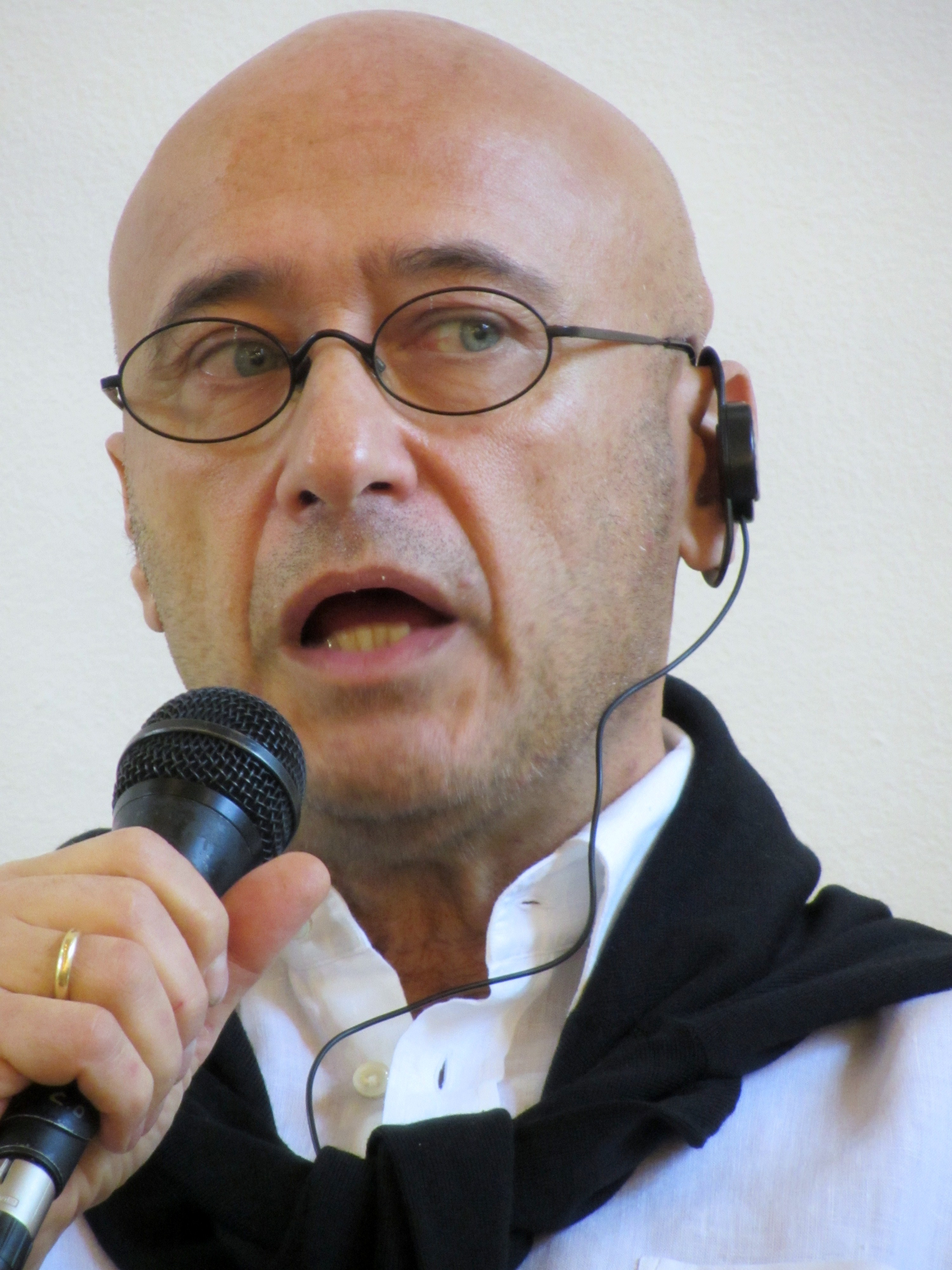
Gabi Gleichmann, 2015

Gabi Gleichmann (* 2. Februar 1954 in Budapest) ist ein ungarisch-schwedisch-norwegischer Kulturjournalist, Verleger und Autor.

## Leben
Gleichmann wuchs zunächst in Budapest auf. Seine Familie wanderte 1964 nach Schweden aus, indem sein Vater, ein ungarischer Diplomat jüdischer Herkunft, wegen der politischen Entwicklung und des verbreiteten Antisemitismus entschied, nicht in seine Heimat zurückzukehren. In Stockholm besuchte er die Schule und studierte Literaturwissenschaft und Philosophie bis zum Alter von 22 Jahren. Gleichmann arbeitet als Verleger des Agora-Verlags, den er mit seiner Frau Anette gegründet hat und der unter anderem Péter Nádas in Norwegen herausgibt und zahlreiche Werke der Weltliteratur erstmals ins Norwegische übersetzen ließ. Als Journalist schreibt er unter anderem für den Kulturteil von Expressen. Gleichmann war von 1990 bis 1994 Präsident des schwedischen PEN-Clubs. Er ist seit 1998 verheiratet mit Anette Gleichmann, geborene Skaugen, und lebt seither in Vinderen bei Oslo.
Für seinen Roman Udødelighetens elixir erhielt er 2012 den norwegischen Debütpreis. Der Roman erzählt die 36 Generationen umfassende Geschichte der jüdischen Familie Spinoza. Er wurde gleich in zwölf Sprachen übersetzt und ist inzwischen auch auf Deutsch erschienen.

## Schriften (Auswahl)
- Udødelighetens elixir. Aschehoug, 2012, ISBN 978-82-03-35208-9
  - Das Elixier der Unsterblichkeit. Aus dem Norwegischen von Kerstin Hartmann und Wolfgang Butt. Hanser, München 2013, ISBN 978-3-446-24124-4